# معركة بوزولو
```
خاضت 
معركة بوتزولو
 (المعروفة أيضا باسم معركة نهر 
مينشيو
، ومونزامبانو) في 25 ديسمبر 1800 وأسفرت عن نصر صعب للفرنسيين تحت قيادة الجنرال برون ضد النمساويين تحت قيادة الجنرال بيليغارد.
[
1
]
```

بعد الهدنة المتفق عليها بعد معركة مارينغو، احتفظ النمساويون بخط نهر مينشيو. وقد أصبح جيش الاحتياط الفرنسي الآن تحت قيادة بريون بعد رحيل نابليون إلى باريس. في يوم عيد الميلاد 1800 ، هاجم مواقع النمسا وكسر خطهم. سقط النمساويون شرقا فوق نهر أديجي. بعد يومين تم تجديد الهدنة.